# Ceracis singularis
Ceracis singularis är en skalbaggsart som först beskrevs av Dury 1917.  Ceracis singularis ingår i släktet Ceracis och familjen trädsvampborrare. Inga underarter finns listade i Catalogue of Life.